# Máté Valkusz
Máté Valkusz (Boedapest, 13 augustus 1998) is een Hongaarse professionele tennisser.
Op 11 januari 2016 bereikte Valkusz de 1e gecombineerde juniorenranglijst, een hoogtepunt in de jeugdcarrière. In 2015 won hij de Yucatan Cup, de klasse 1 Mérida-competitie en het Canadian Open Junior Championship. Hij was een halve finalist bij de Orange Bowl 2015 en finalist bij de Osaka Mayor's Cup 2015, evenals een halve finalist bij de Australian Open Boys' Doubles 2015 en de French Open Boys' Doubles 2015.
Hij won zijn eerste Challenger-titel door Francisco Comesaña te verslaan op de Macedonische Open van 2023. Hij deed als lucky loser mee aan het ATP-toernooi van Metz 2023 en versloeg Daniel Altmaier als negende reekshoofd in de eerste ronde om zijn eerste ATP-overwinning te behalen.
Hij eindigde als 214e en kwalificeerde zich daarmee voor de Australian Open 2024.
Zijn broer, Milán Valkusz, maakt deel uit van het popduo VALMAR.